# Choritaenieae
Tribu
Les Choritaenieae sont une tribu de plantes à fleurs de la sous-famille des Apioideae dans la famille des Apiaceae.

## Nom
La tribu des Choritaenieae est décrite en 2010 par les botanistes Anthony R. Magee, Carolina I. Calviño, Mei Liu, Stephen R. Downie, P.M. Tilney et Ben-Erik van Wyk. Elle est endémique d'Afrique du Sud.

## Liste des genres
La tribu des Choritaenieae est monotypique, elle ne comprend donc qu'un seul genre :
- Choritaenia